# Velocitat macroscòpica
En mecànica dels medis continus, la velocitat macroscòpica (també coneguda com a velocitat de flux en dinàmica de fluids, i velocitat de deriva en electromagnetisme), és un camp vectorial utilitzat per descriure matemàticament el moviment d'un medi continu. La longitud del vector de velocitat del flux és la velocitat de flux i és un escalar.
També s'anomena velocitat de camp. Quan s'avala al llarg d'una línia, s'anomena velocitat de perfil (com per exemple, la llei de la paret).

## Definició
La velocitat de flux {\displaystyle u} d'un fluid és un camp vectorial
{\displaystyle \mathbf {u} =\mathbf {u} (\mathbf {x} ,t),}
el que dona la velocitat d'una parcel·la de fluid en una posició {\displaystyle x} i temps {\displaystyle t}.
La velocitat de flux {\displaystyle q} és la longitud del vector de velocitat del flux.
{\displaystyle q=||\mathbf {u} ||}
i és un camp escalar.

## Usos
La velocitat de flux d'un fluid descriu efectivament tot sobre el moviment d'un fluid. Moltes propietats físiques d'un fluid poden ser expressades matemàticament en termes de la velocitat del flux. Alguns exemples comuns són:

### Flux constant
Es diu que el flux d'un fluid és constant si {\displaystyle u} no varia amb el temps. Això és sí
{\displaystyle {\frac {\partial \mathbf {u} }{\partial t}}=0.}

### Flux incompressible
Si un fluid és incompressible la divergència de {\displaystyle u} és zero:
{\displaystyle \nabla \cdot \mathbf {u} =0.}
És a dir, si {\displaystyle u} és un camp solenoidal.

### Flux irrotacional
Un flux és irrotacional si el rotacional de {\displaystyle u} és zero:
{\displaystyle \nabla \times \mathbf {u} =0.}
És a dir, si {\displaystyle u} és un camp de vector irrotacional.
Un flux en un conjunt simplement connex què és irrotacional pot ser descrit com a flux potencial, a través de l'ús d'un potencial de velocitat {\displaystyle \Phi ,} amb {\displaystyle \mathbf {u} =\nabla \Phi .} si el flux és irrotacional i incompressible, el laplacià del potencial de velocitat ha de ser zero: {\displaystyle \Delta \Phi =0.}

### Vorticitat
La vorticitat {\displaystyle \omega } d'un flux pot definir-se en termes de la seva velocitat de flux per 
{\displaystyle \omega =\nabla \times \mathbf {u} .}
Així, en el flux irrotacional, la vorticitat és zero.

## El potencial de velocitat
Si un flux irrotacional ocupa un conjunt simplement connex llavors allà hi ha un camp escalar {\displaystyle \phi } tal que
{\displaystyle \mathbf {u} =\nabla \mathbf {\phi } .}
El camp escalar {\displaystyle \phi } s'anomena el potencial de velocitat per al flux. (Vegeu Camp vectorial irrotacional).